# Pitthea syndroma
Pitthea syndroma är en fjärilsart som beskrevs av Louis Beethoven Prout 1932. Pitthea syndroma ingår i släktet Pitthea och familjen mätare. Inga underarter finns listade i Catalogue of Life.